# Ateuchus latus
Ateuchus latus е вид твърдокрило насекомо от семейство Листороги бръмбари (Scarabaeidae). Видът не е застрашен от изчезване.

## Разпространение
Разпространен е в Бразилия (Мато Гросо и Мато Гросо до Сул).